# San Tommaso d'Aquino confortato dagli angeli
San Tommaso d'Aquino confortato dagli angeli (Tentazione di San Tommaso) è un dipinto a olio su tela (244x203 cm) realizzato nel 1631 dal pittore Diego Velázquez.
È conservato nel Museo Diocesano di Arte Sacra di Orihuela.